# HR 9038
HR 9038 (také označovaný jako GJ 909) je trojhvězdný systém nacházející se v souhvězdí Cefea a vzdálený přibližně 35,5 světelných let (10,8 pc) od Země. Jeho hlavní složkou je oranžový trpaslík spektrálního typu K3 V, který je zároveň spektroskopickou dvojhvězdou s oběžnou periodou 7,753 dne. Druhá viditelná složka (HR 9038 B) je červený trpaslík spektrální třídy M2, který kolem společného těžiště obíhá asi za 290 let. Díky této konfiguraci se jedná o zajímavý objekt pro studium vývoje vícehvězdných soustav.

## Vlastnosti
- Hlavní složka (HR 9038 A) má naměřenou efektivní teplotu kolem 4660 K, což je nižší hodnota než u Slunce, a vyzařuje také méně energie. V důsledku toho patří do kategorie oranžových trpaslíků.
- Složka B je slabší (11,7 mag), a tudíž pozorovatelná pouze dalekohledem. Jedná se o červený trpaslík, tedy výrazně chladnější a méně hmotnou hvězdu než její oranžový průvodce.
- Vysoká hodnota vlastního pohybu (kolem 0,34" ročně v rektascenzi a 0,04" ročně v deklinaci) svědčí o blízkosti systému k Slunci. Radiální rychlost se pohybuje okolo 4,6 km/s.

## Pozorování
Celková jasnost systému činí přibližně 6,4 mag, proto je HR 9038 na samotné hranici viditelnosti pouhým okem za velmi příznivých podmínek. Detailní pozorování vyžaduje alespoň středně velký dalekohled s průměrem objektivu 20 cm a více, zejména při rozlišování slabší složky B.